# Liquid State
電流動音有限公司（英語：Liquid State Limited）是一間由索尼音樂娛樂和騰訊音樂娛樂於2018年1月8日共同成立的香港電子舞曲廠牌。

## 歷史
2018年1月31日，索尼音樂娛樂和騰訊音樂娛樂攜手在香港舉辦發布會正式宣布成立主打電子舞曲的廠牌Liquid State，該廠牌將匯聚來自亞洲乃至國際的電子舞曲音樂人，發掘和培養亞洲本地人才創作原創作品，並為國際藝人拓展亞洲市場提供大力支持。此外，該廠牌也將涉足現場巡演、夜店活動及其他獨特體驗。面對中國市場，Liquid State將通過索尼音樂提供原創作品，並利用騰訊音樂娛樂的強大營銷和數字服務，包括中國最大的線上音樂串流媒體平台QQ音樂、酷狗音樂和酷我音樂，此外，微信、QQ、騰訊視頻、QQ空間等騰訊旗下媒體渠道也會支持該廠牌。

## 外部鏈接
- 官方网站
- Liquid State的Facebook專頁
- Liquid State的Instagram帳戶
- Liquid State的X（前Twitter）
- Liquid State的新浪微博